# Копли (тауншип, Миннесота)
Копли (англ. Copley) — тауншип в округе Клируотер, Миннесота, США. На 2000 год его население составило 859 человек.

## География
По данным Бюро переписи населения США площадь тауншипа составляет 88,1 км², из которых 87,6 км² занимает суша, а 0,5 км² — вода (0,59 %).

## Демография
По данным переписи населения 2000 года здесь находились 859 человек, 327 домохозяйств и 258 семей.  Плотность населения —  9,8 чел./км².  На территории тауншипа расположено 350 построек со средней плотностью 4,0 построек на один квадратный километр. Расовый состав населения: 93,83 % белых, 4,07 % коренных американцев, 0,35 % азиатов, 0,12 % — других рас США и 1,63 % приходится на две или более других рас. Испанцы или латиноамериканцы любой расы составляли 0,12 % от популяции тауншипа.
Из 327 домохозяйств в 35,8 % воспитывались дети до 18 лет, в 65,4 % проживали супружеские пары, в 9,8 % проживали незамужние женщины и в 21,1 % домохозяйств проживали несемейные люди. 19,0 % домохозяйств состояли из одного человека, при том 9,2 % из — одиноких пожилых людей старше 65 лет. Средний размер домохозяйства — 2,63, а семьи — 2,99 человека.
27,8 % населения — младше 18 лет, 7,0 % — в возрасте от 18 до 24 лет, 26,5 % — от 25 до 44, 26,0 % — от 45 до 64, и 12,7 % — старше 65 лет. Средний возраст — 39 лет. На каждые 100 женщин приходилось 106,5 мужчин.  На каждые 100 женщин старше 18 приходилось 101,3 мужчин.
Средний годовой доход домохозяйства составлял 46 324 доллара, а средний годовой доход семьи —  49 286 долларов. Средний доход мужчин —  37 125  долларов, в то время как у женщин — 20 179. Доход на душу населения составил 19 302 доллара. За чертой бедности находились 4,7 % семей и 8,0 % всего населения тауншипа, из которых 13,9 % младше 18 и 9,9 % старше 65 лет.